# 順徳院兵衛内侍

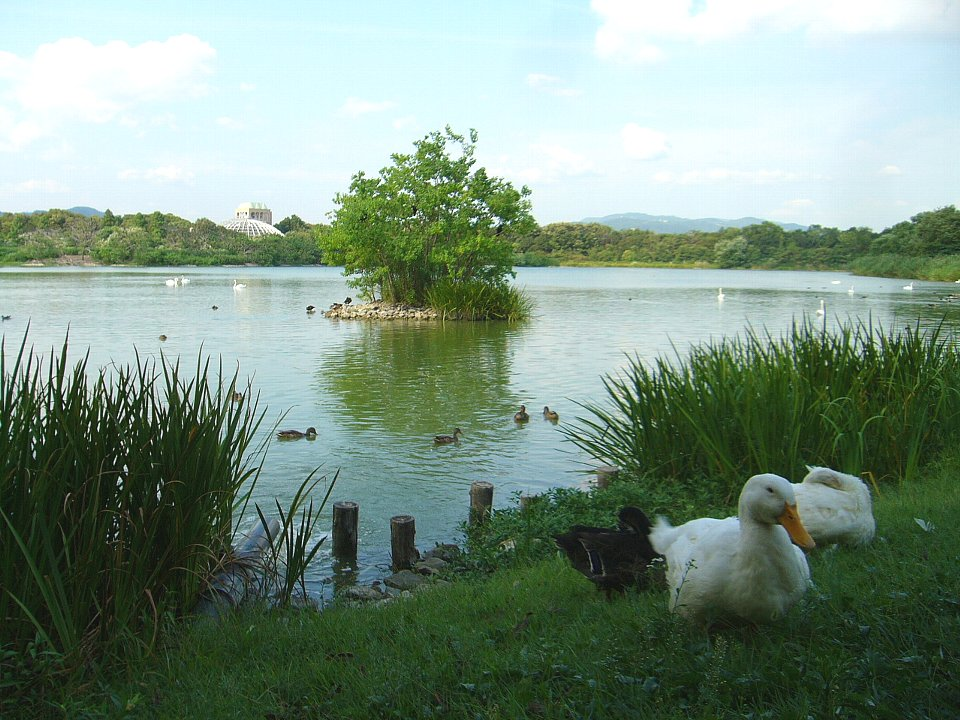
昆陽池 - 五月雨に小篠か原を見わたせは ゐなのにつゝくこやの池水 - 新後拾遺和歌集 巻第三 夏歌

順徳院兵衛内侍（じゅんとくいんのひょうえのないし、生没年不詳）は、鎌倉時代前期の女流歌人。似せ絵の名手として知られた藤原隆信の娘。中山忠定の妻。

## 生涯
順徳天皇に出仕し、その内裏歌壇で頭角を表した。記録に残る限りでは、建保2年（1214年）の『月卿雲客妬歌合』が初見となっている。その後の数年間に集中的な活躍を見せるが、承久の乱による歌壇の崩壊と共に文献上からその姿を消した。

## 逸話
- 『冬題歌合』[1]は、衆議判を藤原定家が文に書き起こしているが、最終の五十六番「冬夜恋」について、

相手にも難点はないが、全会一致で勝ちに決まったほど、絶賛されたことを伝えている。
- 活動期間が比較的短く、場も限られていたため、残された作品は多くないが、『続歌仙落書』[2]に4首採られて、その魅力的な歌風を賞賛されている。

## 作品
勅撰集
| 歌集         | 作者名   | 歌数 | 歌集           | 作者名         | 歌数 | 歌集           | 作者名   | 歌数 |
| ------------ | -------- | ---- | -------------- | -------------- | ---- | -------------- | -------- | ---- |
| 新拾遺和歌集 | 兵衛内侍 | 1    | 新後拾遺和歌集 | 順徳院兵衛内侍 | 1    | 新続古今和歌集 | 兵衛内侍 | 1    |

定数歌・歌合
| 催事           | 時期                      | 作者名   | 備考                      |
| -------------- | ------------------------- | -------- | ------------------------- |
| 月卿雲客妬歌合 | 建保2年（1214年）9月30日  | 兵衛内侍 | 菅原淳頼と番い勝2負1      |
| 建保名所百首   | 建保3年（1215年）10月24日 | 兵衛内侍 |                           |
| 内裏百番歌合   | 建保4年（1216年）閏6月9日 | 兵衛内侍 | 飛鳥井雅経と番い勝1負4持5 |
| 歌合           | 建保4年（1216年）8月22日  | 兵衛内侍 | 勝1負1持3                 |
| 歌合           | 建保4年（1216年）8月24日  | 兵衛内侍 | 勝1負3持2                 |
| 右大臣家歌合   | 建保5年（1217年）9月      | 兵衛内侍 | 勝1負2持3                 |
| 四十番歌合     | 建保5年（1217年）10月19日 | 兵衛内侍 | 順徳天皇と番い勝4持1      |
| 冬題歌合       | 建保5年（1217年）11月4日  | 兵衛内侍 | 坊門忠信と番い勝4負1持2   |
| 歌合           | 建保7年（1219年）2月12日  | 兵衛内侍 | 藤原光経と番い負4持2      |
| 内裏百番歌合   | 承久元年（1219年）7月27日 | 兵衛内侍 | 久我通光と番い勝3負3持4   |

私家集
- 家集は伝存しない。